# Rotala elatinoides
Rotala elatinoides là một loài thực vật có hoa trong họ Lythraceae. Loài này được (DC.) Hiern miêu tả khoa học đầu tiên năm 1871.